# 明尼阿波利斯鎮區 (北卡羅萊納州埃弗里縣)
明尼阿波利斯鎮區（英語：Minneapolis Township）是位於美國北卡羅萊納州埃弗里縣的一個鎮區。

## 地方資料
明尼阿波利斯鎮區的面積為23.30平方千米，皆為陸地。根據2020年美國人口普查的數據，當地共有人口429人，而人口密度為每平方千米18.41人。